# اببطس ميدس (تشيشير)
اببطس ميدس (بالإنجليزية: Abbot's Meads)‏ هي قرية تقع في المملكة المتحدة في شمال غرب إنجلترا.